# چگور
چُگور یا قوپوز از ساز زهی زخمه‌ای است که اوزان‌های قدیم (اجداد عاشیق‌های کنونی) می‌نواختند. سازی که امروزه در دست عاشیق‌های آذربایجان دیده می‌شود، «ساز» یا «ساز عاشیقی» نام دارد. اینکه آیا قوپوز، چگور و ساز یکی بوده‌اند یا اینکه شکل ظاهری قوپوز و چگور در قدیم چگونه بوده است، به روشنی مشخص نیست.
عاشیق‌های ساوه، قزوین، همدان و ایل قشقایی در حال حاضر به سازشان چُئگور می‌گویند. چئگورهای این مناطق امروزه همان ساز عاشیقی متداول در آذربایجان است.

## ساختار
چگور نیز مانند دوتار و تنبور کاسه‌ای نیمه‌گلابی شکل و دسته‌ای متصل به آن دارد. سیم‌ها در امتداد دسته و کاسهٔ ساز کشیده شده است و با انگشت‌گذاری و زخمه‌زدن نغمه‌ها شنیده می‌شوند.
کاسهٔ ساز نسبتاً حجیم، نیمه‌گلابی‌شکل، ترکه‌ای و چندتکه است. در قدیم از ۹ ترکه در ساختمان این ساز استفاده می‌کردند. عدد ۹ در ساز عاشیقی اهمیت و جایگاه مهمی دارد. این ساز در شکل سنتی خود دارای ۹ وتر (سیم)، ۹ دستان و کاسه‌ای ۹ قسمتی است. امروزه به ترکیبات ۹ تایی در ساختمان ساز کمتر توجه می‌شود. در سازهای امروزی تعداد دستان‌ها و ترکه‌ها بیشتر شده (۱۱ تا ۱۳ ترکه) و تعداد وترها به ۷ تا ۸ وتر کاهش یافته است.
نواختن این ساز هنوز هم میان ترکهای ایران رایج است.
چگور رایج در جمهوری آذربایجان و نواحی ترکنشین ایران، معمولاً نُه‌سیمه است و نسبتاً از دوتار و تنبور بزرگ‌تر است.
نوعی از چگور نزد عاشیقها در آذربایجان قُپوز نامیده می‌شود وسازی شبیه باغلاما است.
تفاوت چگور معمول در منطقه همدان با قوپوز یا ساز عاشیقهای آذربایجان و سازهای مشابه ترکیهای (چؤگؤر، باغلاما، تامبورا و دیوان) در کوک سیم‌ها و تعداد و فواصل پرده‌هاست؛ همچنین سازهای مذکور در شکل و اندازهٔ کاسه و صفحه تفاوتی اندک با هم دارند.
چوگورنوازان در اجرای برخی از مقام‌ها با انگشت شست بر سیم‌های واخوان (شش سیم بالا) پرده‌گیری می‌کنند (عاشیقهای آذربایجان و به‌خصوص اوزان‌های ترکیه در استفاده از سیم‌های چهارم به بعد مهارت بیشتری دارند).